# Agrupación de Demócratas Nacionales Progresistas
La Agrupación de Demócratas Nacionales Progresistas (en francés: Rassemblement des Démocrates Nationaux Progressistes, RDNP) es un partido político de Haití. Fue fundado por Leslie Manigat en el exilio en 1979. Fue registrado oficialmente como partido político el 25 de mayo de 1987 mientras que el 15 de julio de ese mismo año fue reconocido por las autoridades electorales de manera oficial.
En las elecciones presidenciales del 7 de febrero de 2006 su candidato Leslie Manigat obtuvo el 12,4% de los votos. En las elecciones al Senado, realizadas el 7 de febrero de 2006, obtuvo el 10,6% de las preferencias y sólo 1 senador (de 30 en total). En las elecciones para la Cámara de Diputados, realizadas el 7 de febrero y 21 de abril de ese año, el partido obtuvo un escaño (de 99 en total).
Tras la derrota de 2006 Leslie cedió el liderazgo del partido a su esposa Mirlande Manigat quien fue candidata en las elecciones presidenciales de 2010 y 2011. Obtuvo el 31,37% de los votos en la primera ronda, consiguiendo la primera mayoría relativa. Sin embargo, fue derrotada en la segunda vuelta ante Michel Martelly con el 31,74%. 
En 2015 Mirlande cedió la candidatura al portavoz de su partido a Éric Jean Baptiste en las que obtuvo apenas el 3,63 % de votos. En 2018 sucedió a Mirlande como líder del partido. En octubre de 2022 el excandidato presidencial y Secretario General de la Agrupación de Demócratas Nacionales Progresistas Éric Jean Baptiste  fue asesinado a tiros junto a su guardaespaldas en una actuación atribuida a la banda armada Ti Makak.